# كولة البدعة (كشر)

تعديل مصدري - تعديل

كولة البدعة هي إحدى قرى عزلة خميس اليزيدي بمديرية كشر التابعة لمحافظة حجة، بلغ تعداد سكانها 102 نسمة حسب تعداد اليمن لعام 2004.